# كاتشينا (أريزونا)
كاتشينا (بالإنجليزية: Kachina Village CDP, Arizona)‏ هي قرية تقع بولاية أريزونا في الولايات المتحدة. تبلغ مساحتها 3.04 كم2، وترتفع عن سطح البحر 2,065 م، بلغ عدد سكانها 2,622 نسمة في عام 2010 حسب إحصاء مكتب تعداد الولايات المتحدة وتصل الكثافة السكانية فيها 862.5 نسمة لكل كيلومتر مربع (2,233.9/ميل2).

## التركيبة السكانية
حدّد مكتب تعداد الولايات المتحدة بيانات التركيبة السكانية لكاتشينا في تعداد الولايات المتحدة. في ما يلي، التركيبة السكانية حسب تعدادي 2000 و2010.

### تعداد عام 2000
بلغ عدد سكان كاتشينا 2,664 نسمة بحسب تعداد عام 2000، وبلغ عدد الأسر 1,021 أسرة وعدد العائلات 659 عائلة مقيمة في القرية. في حين سجلت الكثافة السكانية 876.3 نسمة لكل كيلومتر مربع (2,269.6/ميل2). وبلغ عدد الوحدات السكنية 1,376 وحدة بمتوسط كثافة قدره 452.6 لكل كيلومتر مربع (1,172.2/ميل2).
وتوزع التركيب العرقي للقرية بنسبة 88.96% من البيض و0.34% من الأمريكيين الأفارقة و4.28% من الأمريكيين الأصليين و0.30% من الأمريكيين ذوي الأصول الآسيوية و0.04% من سكان جزر المحيط الهادئ و4.77% من الأعراق الأخرى و1.31% من عرقين مختلطين أو أكثر و9.72% من الهسبانيون أو اللاتينيون من أي عرق.
بلغ عدد الأسر 1,021 أسرة كانت نسبة 35.5% منها لديها أطفال تحت سن الثامنة عشر تعيش معهم، وبلغت نسبة الأزواج القاطنين مع بعضهم البعض 52.4% من أصل المجموع الكلي للأسر، ونسبة 8.1% من الأسر كان لديها معيلات من الإناث دون وجود شريك، بينما كانت نسبة 4% من الأسر لديها معيلون من الذكور دون وجود شريكة وكانت نسبة 35.5% من غير العائلات. تألفت نسبة 20% من أصل جميع الأسر من عدة أفراد يعيشون في نفس المنزل ونسبة 2.1% كانت تتألف من شخص يعيش بمفرده يبلغ من العمر 65 عاماً أو أكثر. وبلغ متوسط حجم الأسرة المعيشية 2.61، أما متوسط حجم العائلات فبلغ 3.08.
بلغ العمر الوسطي للسكان 33.1 عاماً. وكانت نسبة 26% من القاطنين تحت سن الثامنة عشر، وكانت نسبة 9.5% بين الثامنة عشر والرابعة والعشرين عاماً، ونسبة 37.4% كانت واقعةً في الفئة العمرية ما بين الخامسة والعشرين والرابعة والأربعين عاماً، ونسبة 22.6% كانت ما بين الخامسة والأربعين والرابعة والستين، ونسبة 4.5% كانت ضمن فئة الخامسة والستين عاماً فما فوق. يوجد لكل 100 أنثى 107.2 ذكر، ويوجد لكل 100 أنثى في الثامنة عشر من عمرها فما فوق 109.4 ذكر.
بلغ متوسط دخل الأسرة في القرية 45,703 دولارًا، أما متوسط دخل العائلة فبلغ 51,037 دولارًا. وكان متوسط دخل الذكور 34,375 دولارًا مقابل 26,750 دولارًا للإناث. وسجل دخل الفرد الخاص بالقرية 17,849 دولارًا. وكانت نسبة 4.4% من العائلات ونسبة 8.4% من السكان تحت خط الفقر، وكان من هؤلاء نسبة 10.5% تحت سن الثامنة عشر ونسبة 0% في الخامسة والستين من العمر وما فوق.

### تعداد عام 2010
بلغ عدد سكان كاتشينا 2,622 نسمة بحسب تعداد عام 2010، وبلغ عدد الأسر 1,039 أسرة وعدد العائلات 685 عائلة مقيمة في القرية. في حين سجلت الكثافة السكانية 862.5 نسمة لكل كيلومتر مربع (2,233.9/ميل2). وبلغ عدد الوحدات السكنية 1,469 وحدة بمتوسط كثافة قدره 483.2 لكل كيلومتر مربع (1,251.5/ميل2).
وتوزع التركيب العرقي للقرية بنسبة 88.18% من البيض و0.65% من الأمريكيين الأفارقة و4.58% من الأمريكيين الأصليين و0.53% من الأمريكيين ذوي الأصول الآسيوية و0.04% من سكان جزر المحيط الهادئ و3.09% من الأعراق الأخرى و2.94% من عرقين مختلطين أو أكثر و13.77% من الهسبانيون أو اللاتينيون من أي عرق.
بلغ عدد الأسر 1,039 أسرة كانت نسبة 32.7% منها لديها أطفال تحت سن الثامنة عشر تعيش معهم، وبلغت نسبة الأزواج القاطنين مع بعضهم البعض 50% من أصل المجموع الكلي للأسر، ونسبة 10.5% من الأسر كان لديها معيلات من الإناث دون وجود شريك، بينما كانت نسبة 5.5% من الأسر لديها معيلون من الذكور دون وجود شريكة وكانت نسبة 34.1% من غير العائلات. تألفت نسبة 23.9% من أصل جميع الأسر من عدة أفراد يعيشون في نفس المنزل ونسبة 3.8% كانت تتألف من شخص يعيش بمفرده يبلغ من العمر 65 عاماً أو أكثر. وبلغ متوسط حجم الأسرة المعيشية 2.52، أما متوسط حجم العائلات فبلغ 2.98.
بلغ العمر الوسطي للسكان 37.4 عاماً. وكانت نسبة 24.5% من القاطنين تحت سن الثامنة عشر، وكانت نسبة 7.7% بين الثامنة عشر والرابعة والعشرين عاماً، ونسبة 29.8% كانت واقعةً في الفئة العمرية ما بين الخامسة والعشرين والرابعة والأربعين عاماً، ونسبة 32.2% كانت ما بين الخامسة والأربعين والرابعة والستين، ونسبة 5.9% كانت ضمن فئة الخامسة والستين عاماً فما فوق. وتوزع التركيب الجنسي للسكان بنسبة 50.8% ذكور و49.2% إناث.